# Tracked Through the Desert
Tracked Through the Desert è un cortometraggio muto del 1912 diretto da Milton J. Fahrney.

## Trama
Jim Conway, giovane cercatore d'oro, si mette nei guai frequentando brutte compagnie. Lo sceriffo Caldwell cerca di metterlo in riga, ma senza successo. Solo sua moglie Victoria riesce, in qualche modo, a convincerlo a rompere con la banda. Jim parte per le montagne, con Victoria che promette di seguirlo quanto prima. I fuorilegge, intanto, rubano in un ranch una mandria di cavalli, dandosi poi alla fuga. Caldwell, sulle loro tracce, si inoltra nel deserto ma, a causa di un incidente, resta a piedi, mentre il suo cavallo fugge via. Mentre i banditi, che hanno incontrato per caso Jim, cercano di farlo ritornare insieme a loro, Victoria vede arrivare senza cavaliere il cavallo dello sceriffo. La donna, allora, si mette alla ricerca di Caldwell: lo trova, senza acqua né cibo, da solo nel deserto. Lo sceriffo riesce così a ritornare in paese, dove i suoi uomini sono decisi a dare la caccia a Jim. Benché riluttante, Caldwell si mette alla testa dei suoi. Sua moglie, allora, briga per salvare il giovane Conway che, insieme a Victoria, riesce a riparare in un altro stato dove i due potranno iniziare una nuova vita.

## Produzione
Il film fu prodotto dalla Nestor Film Company, una compagnia fondata dai fratelli William e David Horsley.

## Distribuzione
Distribuito dalla Motion Picture Distributors and Sales Company, il film - un cortometraggio di una bobina - uscì nelle sale cinematografiche USA il 10 gennaio 1912.